# Maglić
Pour les articles homonymes, voir Maglic.
Maglić (en serbe cyrillique : Маглић ; en hongrois : Bulkeszi ou Bulkesz ; en allemand : Pfalzweiler) est une localité de Serbie située dans la province autonome de Voïvodine. Elle fait partie de la municipalité de Bački Petrovac dans le district de Bačka méridionale. Au recensement de 2011, elle comptait 2 488 habitants.
Maglić est officiellement classé parmi les villages de Serbie. En serbe, son nom signifie « le brouillard ». La localité était autrefois connue sous les noms de Ravno Selo (Равно Село), Bulkes (Булкес) ou Buljkes (Буљкес).

## Histoire
Avant la Seconde Guerre mondiale, le village portait le nom de Buljkes et il était habité principalement par des Allemands, qui s'y étaient installés vers 1786 ; ils venaient en majorité du Bade-Wurtemberg. En 1945, ils prirent la fuite ou furent expulsés, à la suite de l'occupation nazie de la Serbie. En mai 1945, 4 650 réfugiés grecs, pour la plupart membres de l'ELAS, s'y installèrent, avec l'aide du gouvernement yougoslave. La brouille entre Tito et Staline divisa la communauté grecque, qui hésitait entre sa loyauté vis-à-vis de la Yougoslavie et sa fidélité au Komintern ; ceux qui soutenaient ce dernier quittèrent le pays et les autres, au nombre de 800, émigrèrent en Macédoine grecque.
Entre 1949 et 1953, de nouveaux arrivants, principalement des Serbes, vinrent s'installer à Buljkes et ils donnèrent au village le nom de Maglić, d'après le mont Maglić situé à l'est de l'Herzégovine.

## Démographie

### Évolution historique de la population
| 1948 | 1953  | 1961  | 1971  | 1981  | 1991  | 2002  | 2011  |
| ---- | ----- | ----- | ----- | ----- | ----- | ----- | ----- |
| 8    | 1 157 | 2 180 | 2 226 | 2 571 | 2 732 | 2 695 | 2 488 |

|  |